# 硅铍钇矿
硅铍钇矿（英語：Gadolinite）是一种以铈、镧、钕、钇、铍和铁組成的硅酸盐矿物，化学式为(Ce,La,Nd,Y)2FeBe2Si2O10。根据主要组成的元素也被称为鈰硅铍钇矿（Gadolinite-(Ce)）或钇硅铍钇矿（Gadolinite-(Y)）。该矿物可能含有35.5%的氧化钇，2.2%的二氧化铈，尽可能含11.6%氧化鈹，并含微量的钍。该矿物主要产于瑞典、挪威和美国（德克薩斯州和科罗拉多州）。

## 物理性质
硅铍钇矿较罕见，通常以晶体形式存在。该矿物几乎是黑色的，具有玻璃光泽。莫氏硬度為6.5-7，比重為4.0-4.7。该矿物為贝壳状斷口，條痕为灰绿色。

## 命名和发现
硅铍钇矿于1800年以芬兰矿物学家兼化学家约翰·加多林命名。1792年他首先从硅铍钇矿分离出稀土金属钇的一种氧化物。稀土元素钆也是以他的名字命名，但硅铍钇矿只含微量的钆。当加多林分析这种矿物时，他错过了发现第二个元素的机会：原本认为是铝（氧化铝），但实际上是铍（氧化铍），该元素直到1798年才被确认。

## 用途
硅铍钇矿和黑稀金矿相当丰富，且是未来钇副族稀土金属的来源。目前，这些元素都从独居石浓缩物（复原后的二氧化铈副族金属）复原。